# 駈斗戦士 仮面ライダーズ
『駈斗戦士 仮面ライダーズ』（カードウォリアー かめんライダーズ）は、バンダイより発売された仮面ライダーシリーズを題材とする食玩シリーズ、およびそれをモチーフとした漫画作品。食玩の第1弾は2007年1月発売。2007年10月までに第3弾まで発売され、2008年1月には『外伝』と称したスペシャルパック2種が発売された。また、本作品を元にしたギャグ漫画も登場した（漫画版の節を参照）。
2009年3月より、ライドモンスターをオミットした新シリーズ『THE 仮面ライダーズ』へ移行。2009年10月に第2弾、2010年3月に第3弾、同年5月に「外伝」がそれぞれ発売された。

## 概要
SDタイプの仮面ライダーのフィギュアに、トレーディングカード状になっている組立式の「ライドモンスター」を合体させるというもの。
ライダーたちのパートナーとなるライドモンスターは、各ライダーのモチーフを元にした本作品オリジナルのものである。モンスターの名前の傾向として、多くの場合そのライダーが原典で使っていたバイクの名前の一部が使われている。また、ライダーのデザインも原典からマイナーチェンジされている。合体後の形態は各ライダーの原典におけるパワーアップフォームをモチーフにしていることが多い。
後継シリーズの『THE 仮面ライダーズ』は食玩のみの展開。オリジナルストーリーやライドモンスターはオミットされ、デザインも原典準拠のシンプルなデフォルメフィギュアとなった。

## ストーリー
鏡の中の異世界「パラレルミラーワールド」では、仮面ライダーたちによる激しい戦いが繰り広げられていた。彼らは、ライドモンスターと超変身（ライドアップ）することにより、スーパーモードへとパワーアップする。

## 登場キャラクター

### 第一弾
仮面ライダー龍騎
火属性の戦士。人々をミラーモンスターから守るため、龍型ミラーモンスター・ドラグレッダーと契約し龍騎となる。様々なカードを武器や防具にして戦う。
ライドモンスター／ドラグレッダー…灼熱の炎の中から生まれた伝説の龍。口から吐く高熱火炎は5千度で、敵を焼き尽くす。合体すると空を飛ぶことが可能に。モチーフは『仮面ライダー龍騎』に登場する、龍騎のミラーモンスター・ドラグレッダー。
必殺技／ドラグーンインパクト…全身に漲る炎の力を右腕に集め、龍の拳を敵に叩きつける（または炎を放射する）。
仮面ライダーアギト
土属性の戦士。謎の生命体アンノウンを相手に、3つの戦闘形態に変身し戦い続けたライダー。必殺技を繰り出す時、頭の角が2本から6本に展開する。
ライドモンスター／スタッグトルネイダー…大地の奥底から目覚めた土の守護者。クワガタを連想させる姿だが動きは速く、合体すると超高速で強力な突進を可能にさせる。
必殺技／トルネードブレイク…右腕につけた弓矢型の武器から竜巻を発生させ、敵を吹き飛ばす。
仮面ライダーブレイド
土属性の剣士。怪物アンデッドと闘うために誕生した、選ばれし戦士。カードを使い分けパワーアップする。
ライドモンスター／ヘラクルスペーダー…最強の剣と鎧を併せ持つ戦闘種。
必殺技／ライトニングスラッシュ
仮面ライダーナイト
風属性の騎士。コウモリ型ミラーモンスター・ダークウイングと契約しナイトに。ダークウイングと合体することで空中を高速で、飛行する。
ライドモンスター／ダークウイング…暗闇の世界に生きる、漆黒の翼。モチーフは『仮面ライダー龍騎』に登場する、ナイトのミラーモンスター・ダークウイング。
必殺技／飛翔斬
仮面ライダーファイズ
金属性の忍者。能力が何倍にも高まる、戦闘用特殊強化スーツを身に纏う。変身アイテムは携帯電話。
ライドモンスター／グレイヴォルク…超軽量レアメタルの体を持つ白銀の狼。
必殺技／デッド・アングル・ファイブ

### 第二弾
仮面ライダークウガ
土属性の戦士。超古代戦士の変身ベルトを受け継いだ、正義のヒーロー。ずば抜けた能力を発揮する、ドラゴンフォーム、ペガサスフォーム、タイタンフォーム、アルティメットフォームなどのいくつもの別フォームに変身が可能。本作品ではアメイジングマイティフォームで登場している。
ライドモンスター／グランゴウラム…脅威の再生力を誇る、古代の絶滅種。強力なパワーを持ち、合体した者は守護神「アマダム」が破壊されない限り何度でも甦る。モチーフは『仮面ライダークウガ』に登場する、クウガの相棒ゴウラム。
必殺技／グロンギヌススピアー…巨大な槍を、超高速で回転させ敵を貫く。
仮面ライダーカブト
金属性の忍者。ハイパーゼクターをセットすることで、最強のパワーとスピードを誇る「ハイパーフォーム」にパワーアップする。
ライドモンスター／エクスビーター…時間と空間を超越する、未来の稀代種。合体した者は、敵の動きを数秒止めることが出来るようになる。
必殺技／クロックバスター…右腕に装備した「D-ゼクター」で、敵を異次元へと吹き飛ばす。
仮面ライダーカイザ
水属性の戦士。流動エネルギーを高出力で供給し、パンチ力、キック力を始めとするパワーは、ファイズを上回る。
ライドモンスター／ケイオスダイル…禁断の術によって生まれた呪われしワニ型モンスター。全身が刃状の鱗に覆われており、触れるものをズタズタにする。
必殺技／クロススプラッシュ…双剣「カイザブレイド」を交差することにより生まれる、水の竜巻で敵を切り裂く。
仮面ライダーギルス
風属性の騎士。敵の弱点を瞬時に見抜く、第3の目を持つ。頭部の角は、エネルギーの増減により長さが変化する。
ライドモンスター／レザーレイダー…過酷な環境で突然変異した異形のカミキリムシ型モンスター。視界に入ったもの全てに襲いかかる、凶暴な性格。
必殺技／ギルスティンガー…50tの威力を持つ生体ムチ「ギルスフィーラー」で、敵を薙ぎ払う。
仮面ライダーV3
火属性の戦士。仮面ライダー1号の技と2号のパワーを併せ持つ第3のライダー。バリエーション豊富なキック技を得意とする。
ライドモンスター／フレアサラマンダー…過去世界を救った、三賢獣の一角。長い戦乱を生き抜き、世界の全てを見たと言われている。モンスターとは思えない高い知能と戦闘力を持つ。
必殺技／バーニングタイフーン…4枚のエネルギーウィングから発する、3万度の炎を剣に纏い敵を焼き尽くす。

### 第三弾
仮面ライダーサバイブ龍騎
火属性。シャドームーンを倒すため鬼ヶ島へ向かった龍騎は、響鬼が守護するパワーアップの鍵「ツバイ」を手に入れ、脅威の超変身を果たす。
ライドモンスター／ドラグランザー…伝説のアイテム「ツバイ」により「ドラグレッダー」が超進化した姿。身に付けた者は、必殺技「ブレイブオブドラゴン」が使えるようになる。モチーフは『仮面ライダー龍騎』に登場する龍騎サバイブのミラーモンスター・ドラグランザー。
必殺技／ブレイズオブドラゴン…ドラグランザーを装着、自身を炎の龍と化し、その無限の炎により、全ての敵を焼き尽くす。
仮面ライダーガタック
金属性。最強の姿・ハイパーフォームになることで、パワーやスピードが何倍にもアップ。カブト・ザビーと協力して、数々の死闘を繰り広げてきた。
ライドモンスター／シザービーター…大アゴの刃に、電磁力を宿している。普段は争いを好まないが、仲間の危機には爆発的なパワーを発揮する。
必殺技／エレクトリックカッター…手にした2本の剣を激しく交差させ、無数の稲妻の刃を飛ばし、敵を切り裂く。
仮面ライダー響鬼
火属性。特殊な音波をきっかけに、自らの肉体を変化。音撃棒・烈火で、太鼓を叩くように連打し「清めの音」を敵に送りこむ。
ライドモンスター／アカネタカ…強大な炎の力を、背中の霊盤に宿した霊鳥。主君と決めた相手には、命の炎が尽きるまで仕える。モチーフは『仮面ライダー響鬼』に登場した響鬼のディスクアニマル・アカネタカ。
必殺技／豪火連舞…霊盤の力により究極まで高めた炎を、両手の音撃棒で豪快に叩きつける。
仮面ライダーカリス
土属性。変幻自在な動きと、容赦のない冷酷な戦法で圧倒的な強さを誇る。専用武器・カリスアローは、弓と剣の2つのモードに変形する。
ライドモンスター／シャドーマンティス…全てを切り裂く巨大な鎌を持つ、戦慄の暗殺者。身に付けた者は必殺技「アサシンシュート」が使えるようになる。
必殺技／アサシンシュート…醒弓カリスアローから音も無く放たれる音速の矢により、一瞬で標的を死に追いやる技。
仮面ライダー1号
風属性。ショッカーによって造り出された、バッタの能力を持つ改造人間。戦いを重ねるごとに、数々の必殺技を生み出していった。
ライドモンスター／サイクロンホッパー…過去世界を救った、三賢獣のリーダー。天界の風を纏い、身に付けた者は「サイクロンアタック」が使えるようになる。
必殺技／サイクロンアタック…天界の風の力で自身を竜巻と化し、触れるもの全てを飲み込み、粉砕する伝説の技。

### 外伝・爆炎の戦士
仮面ライダー響鬼紅
仮面ライダーブラスターファイズ
仮面ライダーリュウガ

### 外伝・迅雷の戦士
仮面ライダージャックブレイド
仮面ライダーライジングクウガ
仮面ライダーダークカブト

### THE 仮面ライダーズ
仮面ライダーディケイド
仮面ライダーキバ キバフォーム
仮面ライダー電王 ソードフォーム
仮面ライダークウガ マイティフォーム

### THE 仮面ライダーズ VERSION2
仮面ライダーW サイクロンジョーカー
仮面ライダーディケイド コンプリートフォーム
仮面ライダーディエンド
仮面ライダー電王 クライマックスフォーム

### THE 仮面ライダーズ VERSION3
仮面ライダーW ファングジョーカー
仮面ライダーアクセル
仮面ライダーNEW電王 ストライクフォーム
仮面ライダーカブト ライダーフォーム

### THE 仮面ライダーズ 4
仮面ライダーオーズ タトバコンボ
仮面ライダーオーズ ガタキリバコンボ
仮面ライダーW サイクロンジョーカーエクストリーム
仮面ライダー電王 ライナーフォーム

### THE 仮面ライダーズ 5
仮面ライダーオーズ タジャドルコンボ
仮面ライダーバース
仮面ライダージョーカー
仮面ライダーファイズ

### THE 仮面ライダーズ 6  オーズコンボスペシャル
仮面ライダーオーズ プトティラコンボ
仮面ライダーオーズ シャウタコンボ
仮面ライダーオーズ サゴーゾコンボ
仮面ライダーオーズ ラトラーターコンボ
仮面ライダーオーズ タトバコンボ

### THE 仮面ライダーズ 7
仮面ライダーフォーゼ ベースステイツ
仮面ライダーフォーゼ エレキステイツ
仮面ライダーオーズ ブラカワニコンボ
仮面ライダー新1号

### THE 仮面ライダーズ 8
仮面ライダーフォーゼ マグネットステイツ
仮面ライダーメテオ
仮面ライダーフォーゼ ロケットステイツ
仮面ライダーアマゾン

### THE 仮面ライダーズ 9
仮面ライダーフォーゼ コズミックステイツ
仮面ライダーメテオストーム
仮面ライダーフォーゼ ファイヤーステイツ
仮面ライダーV3

### THE 仮面ライダーズ 10
仮面ライダーウィザード フレイムスタイル
仮面ライダーウィザード ウォータースタイル
仮面ライダーフォーゼ メテオフュージョンステイツ
仮面ライダーBLACK

### THE 仮面ライダーズ 11
仮面ライダービースト
仮面ライダーウィザード フレイムドラゴン
仮面ライダー龍騎
仮面ライダー響鬼

### THE 仮面ライダーズ 12 進化する魔法使い編
仮面ライダーウィザード インフィニティースタイル
仮面ライダービーストハイパー
仮面ライダーアギト グランドフォーム
仮面ライダーストロンガー

### THE 仮面ライダーズ 13 ライダー戦国時代編
仮面ライダー鎧武 オレンジアームズ
仮面ライダーバロン バナナアームズ
仮面ライダー龍玄 ブドウアームズ
仮面ライダーブレイド

### THE 仮面ライダーズ 14 それぞれの正義編
仮面ライダー鎧武 ジンバーレモン
仮面ライダー斬月・真 メロンエナジーアームズ
仮面ライダー斬月 メロンアームズ
仮面ライダー武神鎧武
仮面ライダーW サイクロンジョーカー（ポージング版）

### THE 仮面ライダーズ 15 天下への道編
2014年6月発売
仮面ライダー鎧武 カチドキアームズ
仮面ライダー鎧武 1号アームズ
仮面ライダークウガ マイティフォーム（ポージング版）
仮面ライダー電王 ソードフォーム（ポージング版）
仮面ライダーディケイド（ポージング版）

### THE 仮面ライダーズ EX
2014年9月9日発売
仮面ライダー鎧武 極アームズ&初級型インベス
仮面ライダー鎧武 スイカアームズ
仮面ライダーオーズ タジャドルコンボ（ウイング付）
仮面ライダーフォーゼ メテオなでしこフュージョンステイツ
仮面ライダーW サイクロンジョーカーゴールドエクストリーム

### THE 仮面ライダーズ 16 最速の戦士編
2015年2月3日発売
仮面ライダードライブ タイプスピード
仮面ライダーフォーゼ ベースステイツ（ポージング版）
仮面ライダーカブト ライダーフォーム（ポージング版）
仮面ライダーX

### THE 仮面ライダーズ 17 疾走するフォーミュラ!!編
2015年4月14日発売
仮面ライダードライブ タイプフォーミュラ
仮面ライダードライブ タイプデッドヒート
仮面ライダーマッハ
仮面ライダーファイズ（ポージング版）

### THE 仮面ライダーズ外伝 俺たちイマジンズ!
モモタロスイマジン
ウラタロスイマジン
キンタロスイマジン
リュウタロスイマジン
デネブイマジン

## 用語
パラレルミラーワールド
仮面ライダーしか存在せず、仮面ライダー同士が戦うもう一つの世界。
ライドモンスター
全ての仮面ライダーのパートナーとも言えるモンスター。普段はカードに宿っており、必要に応じて自在に呼び出すことが出来る。また、ライドモンスターカードは各ライダー一人一枚しか持つことが出来ない。
三賢獣
かつて世界を救った3匹のライドモンスター。1号の相棒サイクロンホッパー、V3の相棒フレアサラマンダーの他に、もう1体は不明だがおそらく2号の相棒だと思われる。
鬼ヶ島
シャドームーンを筆頭とする悪のライダー集団の本拠地。
ツバイ
響鬼が守護する伝説の鍵。

## 漫画版
『駈斗戦士 仮面ライダーズ 超変身ギャグ外伝!!』（カードウォリアー かめんライダーズ ちょうへんしんギャグがいでん）のタイトルで連載された、食玩版の設定を元にしたギャグ漫画。小学館の雑誌『コロコロイチバン!』にて、第12号（2007年3月1日号）から第24号（2009年号）まで連載された。全13話。原作：石ノ森章太郎、作画：小西紀行。
2009年2月26日には、小学館のコロコロドラゴンコミックスより単行本が刊行された（ISBN 978-4-09-140778-8）。

### 漫画版のストーリー
かつて世界は「仮面ライダー」と呼ばれる戦士たちに守られていた。そして今、もう一つの世界「パラレルミラーワールド」を舞台にして、新たな仮面ライダーたちの戦いが始まる…。
舞台設定は食玩版と同様だが、その内容はギャグ漫画らしく大幅にアレンジされている。
また、ライダーたちの戦法は「不意打ち」や「騙まし討ち」、「落とし穴に落としての追い討ち」、「擦違い様に催眠スプレーをかける」など、ズルい戦法をとるシーンが多い。

### 漫画版のキャラクター

#### 仮面ライダーズ
悪のライダー集団に対抗するために結成された組織。
仮面ライダー龍騎
普通の小学生だったが、現実世界に現れたドラグレッダーに押し切られる形（本人曰く「断ったら（ドラグレッダーに）食べられる」と思ったため）でライダーになった。人間の時の本名は「竜生（たつお）」。性格は金にがめつく、狡猾で横暴で傲慢、そしてやや独り善がり。バトルにおけるモンスターの使い方が理解できておらず、アーマー化したドラグレッダーのパーツを投げつけるなど非常識な使い方をしたりする。また、最初は取扱説明書がないと超変身が上手く出来なかった。勝負は勝利すればいいと考えており、戦闘スタイルは基本的に卑怯（無論、自ら卑怯と認めている）で、まともな戦い方では攻撃のバリエーションが少なく（小西紀行の別作品『西遊記ヒーローGo空伝!』及び『ゴゴゴ西遊記 〜新悟空伝〜』に登場する孫悟空を彷彿させる）、正々堂々とした戦闘を嫌う。また、相手が瀕死・非武装の状態でもトドメを刺すなど、残虐な一面を見せる（正義のライダーズ曰く「悪魔がここにいる」）。しかし、その型破りな戦法で格上の相手に対しても勝利を収めてきた。直接的な戦闘力もかなり高く、シャドームーンとの最終決戦では互角以上の格闘戦を繰り広げるなど、一行の中でも意外と突出した戦闘力を誇る。
自分より目立つ者は敵であろうが味方であろうが許さない主義で、ドラグレッダーに諌められてもその主張を曲げないほど。そのせいか、現時点よりライダーの数が増えることを嫌がっており、隙あらば味方であるナイトたちをも排除しようとする困った人物。ただし響鬼とは自分に近い性格のせいか、「金好き」という共通嗜好もあり、意気投合する仲になっている。また、V3からは「性格が悪くて責任感のない腕白小僧」と気に入られている。
独善的な性格であるため、カリスと手を込もうとしたところを1号に「お前は何のために正義のライダーに選ばれたと思っているんだ!?」と咎められたことに「そんなの自分の知ったことじゃない」と吐き捨てたり、「シャドームーンなんてもうどうでもいい」と役割を放棄しようとしたりなど、非常に無責任な一面を見せるため、ナイトたちからは「組織に必要ない」、1号からは「正義のライダーとして失格」と言わしめられた。他にも「勝負は勝てばいい!!油断するほうが悪い!!」や「多くのライダーを倒し、自分がパラレルミラーワールドを征服する」など悪役が言いそうな発言もする。
1号が施した変な改造（着替え）による「サバイブ?龍騎」状態を経て、サバイブスーツを身に纏った「サバイブ龍騎」へとあっさりパワーアップを遂げた（また、その際1号に「最初からこれ出せよ!何改造してんだよ!!」と訴えた。ドラグレッダー曰く「100%正しい（珍しく）」）。
そして、シャドームーンを倒した後、元の姿に戻ったが、元の世界に帰ることができず、結局再び龍騎に変身し真のライダーズ決定戦に参加することになった。
ドラグレッダー
現実世界に現れて最初に遭遇した少年を「第一町人」と呼び、強引に龍騎にした。本来なら必要に応じてカードから召喚されるはずなのだが、龍騎がカードを紛失してしまったため、カードに戻れずにいる。龍騎の頼りなさや卑怯さに厳しいツッコミを入れることもしばしば。バトルの目的についてはなぜか語ろうとしないが、何らかの思惑があるらしい。作中で唯一言葉を発したモンスター。一見、作中の登場人物の中では一番の常識人に見えるが、龍騎を元の世界に戻す方法を知らなかったりと、良い加減な一面もある。
仮面ライダーアギト
龍騎が最初に戦ったライダー。一人称は「僕」。クウガの弟で、彼を助けようと躍起になっていた。
その後龍騎に他のライダー共々「登場人物が多いから」という理由でどこかにぶっ飛ばされるが、V3と共にシャドームーンに捕まってしまった。その後、V3とともに洗脳され、龍騎たちの前に立ちふさがるが、シャドームーンが倒された後は洗脳が解けた。
仮面ライダーブレイド
ナイトとファイズと共に龍騎に戦いを挑んできたライダー。一人称は「拙者」。侍を思わせる口調で喋る。戦いを挑む際に龍騎が仕掛けた落とし穴にはまってしまい、龍騎に倒されてしまった。
その後龍騎に他のライダー共々「登場人物が多いから」という理由でどこかにぶっ飛ばされるが、鬼々島でナイト、ファイズらと共に再登場し、龍騎に仕返しをする。
仮面ライダーファイズ
ナイトとブレイドとともに龍騎に戦いを挑んできたライダー。一人称は「オレッち」。グレイヴォルクと超変身する途中に龍騎に不意打ちされた（この技は「怪人でもやらない卑怯な戦法」と言われている（とはいえ龍騎は「隙ができるからチャンスじゃないか」と返答している））。その後、ナイトの攻撃を防ぐための楯にされた挙句、龍騎に投げられた。それ以来、龍騎のことを信用していない。
その後龍騎に他のライダー共々「登場人物が多いから」という理由でどこかにぶっ飛ばされるが、鬼々島でブレイド、ナイトらと共に再登場し、龍騎に仕返しをする。
仮面ライダーナイト
ファイズとブレイドとともに龍騎に戦いを挑んできたライダー。龍騎がファイズを倒した（変身中を不意打ちで）際に超変身していた（その後、龍騎に卑怯呼ばわりされた）。龍騎が投げたファイズに当たり倒れた。出会いの悪さもあってか、龍騎のことを信用していない。
その後龍騎に他のライダー共々「登場人物が多いから」という理由でどこかにぶっ飛ばされるが、鬼々島でブレイド、ファイズらと共に再登場し、龍騎に仕返しをする。
仮面ライダーカブト
味方として遅れて登場してくるも「もう（ライダーの名前が）覚えられない、第一自分が目立たなくなる」という理由で龍騎によって4コマで退場させられる。しかしその後、龍騎一行の一員となっている。他のライダー共々龍騎によって吹っ飛ばされるが、彼「一人だけ」はそのまま行方不明となっていた（作者が存在そのものを忘れてしまった可能性が高い）。最終局面で再登場し、ドラグレッダーとの合体に手間取っている龍騎を助けるため、シャドームーンを蹴り飛ばすという活躍を見せた。しかしライダーたち（シャドームーンも）に忘れられていた上、助けた龍騎に再び吹っ飛ばされるという手酷い待遇であった。
仮面ライダー響鬼
1号の命令で悪のライダー集団の本拠地を探っていた。ただし、一年分の給料が未払いのため1号のことを快く思っていない。すれ違い様に催眠スプレーを相手に吹きかけて眠らせるという、これまた卑怯な戦法を使う（本人曰く「戦うのが面倒臭い」。ドラグレッダー曰く「正義のライダーズにまともな奴はいないのか」）。その卑怯な戦い方と金への執着など、龍騎と共通する部分があったためか、紆余曲折を経て龍騎と意気投合した様子。その後、龍騎と共に悪のライダーの本拠地「鬼ヶ島」へと向かった。そして、金を持っていない1号に嫌気が差し、シャドームーンに寝返ろうとしたが、ドラグレッダーの「ライダーズの金ならV3が管理してるのに」の口車に乗り、ライダーズ側に戻るが、龍騎に吹っ飛ばされた。シャドームーンが倒された後、他のライダーズと共に和んでいた。
仮面ライダーV3
ライダーレジェンドと呼ばれるライダーの一人で、「仮面ライダーズ」に属する長老の一人。
ダーツの旅と同じ方法で龍騎を新たなるライダーに選定し、また、龍騎に負け劣らず卑怯な戦闘スタイルをとっている。似た者同士なせいか、龍騎とは息の合ったコンビプレイを見せる。龍騎を「リュウちゃん」と馴れ馴れしく呼んだり、龍騎にいちゃついたりなど、龍騎に鬱陶しがられる行動をとることも多々あり、龍騎に殴られても喜ぶなどややマゾヒスト。
その後龍騎に他のライダー共々「登場人物が多いから」という理由でどこかにぶっ飛ばされるが、アギトと共にシャドームーンに捕ってしまい、洗脳される。しかしシャドームーンが倒された後は洗脳が解けた。
仮面ライダー1号
ライダーレジェンドと呼ばれるライダーの一人で、「仮面ライダーズ」に属する長老の一人にしてその最高位。一人称は「ワガハイ」。
伝説級の存在ながら、彼もまた珍妙な性格で曰く「自分の全盛期は35年以上も前」らしく龍騎にすら一撃で倒された。響鬼との間に金銭問題を抱えており、最初は徹底してしらばっくれようとしていた。なぜかオーラだけは強大。登場時、長時間迷子になっていたせいか遭難者のような風体で登場した。

#### 悪のライダー集団
シャドームーンを筆頭に形成されている悪の組織。パラレルミラーワールドに存在するライダーたちを次々と洗脳することによって人間界の征服を企んでいる。
仮面ライダークウガ
悪のライダー集団の配下にいる戦士。かつてはアギトたちの仲間だったが、シャドームーンの催眠術で心を操られる。現在の外見は暴走した状態のアルティメットフォームに近い。ドラグレッダーとの間にも因縁があるようだが、その詳細は最後まで語られることはなかった。
アギトとは実の兄弟に当たる関係で、洗脳される前はマイティフォームに近い赤い色の姿をしていた。シャドームーンが倒された後は洗脳が解けた。
仮面ライダーギルス
悪のライダーの一人。龍騎とV3にライドアップ中に攻撃された挙句、契約モンスターのレザーレーダーを奪われ敗北。
仮面ライダーカイザ
ギルス同様、悪のライダーの一人で口調がやや幼い。同じく契約モンスターのケイオスダイルを奪われ敗北。
仮面ライダーカリス
ギルス同様、悪のライダーの一人。陽気な性格らしく、語尾に「♪」を付ける。堂々と登場したにもかかわらず、龍騎たちに2ページもシカトされた。龍騎に「手を組まないか」と誘われ、話に乗ろうとしたが、龍騎に騙されて倒された上、「俺なんかを信用するなど、お前は悪のライダー失格だ」と罵られた。
仮面ライダーガタック
ギルス同様、悪のライダーの一人であり、シャドームーン直属の部下にして右腕を名乗る。歌舞伎で大見得を切るかのような長ったらしくねちっこい名乗りを上げている最中に、龍騎以下6名に「うざい!!」（ブレイドだけは「死ね」と発している）と殴られて敗北（その後、シャドームーンに「大勢が一人をいじめている」という苦情が来た）し、龍騎たちにアジトへ案内させられた後、シャドームーンに吹っ飛ばされた。
シャドームーン
悪のライダー集団の長。催眠術を使ってライダーたちを洗脳していた。冷酷な性格の割には6人の仮面ライダーズに対し、「ズルイぞイジメだ子供に悪影響だ、訴えてやる!!」と苦情を出すなど意外と律儀な一面を見せた。
ボロ家のようなアジトから寝起き姿で登場し（本人は双子の兄と称しているが、ガタックから「何言ってんの、アンタ一人っ子でしょ!!」と突っ込まれた）、ライダーズと対決する。一度は龍騎の狡猾さを気に入り、龍騎に「一緒に世界征服しないか」と勧誘するが、龍騎に「世界征服に二人も必要ない」と拒絶される。龍騎が超変身した後、彼も超変身しようとしたが、寝起きを襲われうっかり契約モンスターカードを忘れてきてしまった。最期は分が悪いと判断し、改心すると油断させて騙まし討ちしようと試みたが、逆に龍騎の「ドラグーンインパクト」により騙まし討ちされ倒された。
初登場した際にはシルエットのみが描かれ、そこでは石ノ森版『Black』のものに近いデザインとなっていたが、それ以降はテレビ版に準拠したデザインで描かれている。

#### その他のライダー
仮面ライダーBLACK・スカイライダー・仮面ライダーストロンガー・仮面ライダーアマゾン・仮面ライダーX・仮面ライダーZX・仮面ライダースーパー1
シャドームーンが敗れた後、龍騎たちに真のライダーズ決定戦を申し込んできたライダーズ。龍騎がシャドームーンを倒したことを信じていない。

### 備考
- 漫画版においては「かつて現実世界にも仮面ライダーが存在した」という設定になっており、既に伝説化している「現実世界の仮面ライダー」として描かれた姿は原作に準じたものになっているが、原作ではそれぞれ異なる世界観となっている『アギト』『龍騎』『555』『剣』ら平成シリーズが本作品では同一世界であるかのようにも解釈できる描き方になっており、詳細は不明。
- 悪のライダー集団にアナザーアギト、仮面ライダーガタック、仮面ライダースーパー1、仮面ライダーザビーらしきライダーのシルエットが描かれているが、商品ではガタックが第3弾で味方キャラとして登場している（商品のキャラクター設定が定まる前に漫画が描かれたためと思われる）。しかしその辻褄を合わせるためか、漫画版では上記の通り悪のライダーの一員として登場している。